# دیجیتال فرانتیر
دیجیتال فرانتیر (انگلیسی: Digital Frontier) شرکت رسانه‌ای ژاپنی است، که در سال ۱۹۹۳ تأسیس شد.